# Andranik Teymourian

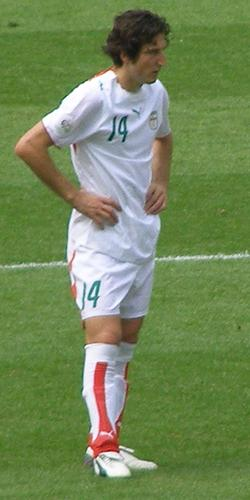
Andranik Teymourian

Andranik Samarani Teymourian (Armeens: Անդրանիկ Սամարանի Թեյմուրյան, Perzisch: آندرانيک تيموريان) (Teheran, 6 maart 1983), voetbalnaam Andranik, is een Iraanse voetballer die speelt voor Esteghlal Teheran. Hij heeft een Armeense achtergrond.

## Carrière
Hij begon zijn carrière bij de Iraanse club Oghab FC in de Iraanse competitie, maar verhuisde al snel naar FC Aboomoslem. Hij brak daar door en werd geselecteerd voor Iran op het WK 2006. Hij speelde er een goed toernooi, waarvoor hij werd beloond met overname door de Bolton Wanderers.
In het begin, in Engeland had hij het moeilijk, maar in een FA Cup-wedstrijd tegen Doncaster scoorde hij twee keer en groeide bij de Bolton Wanderers uit tot supersub. Sinds seizoen 2007-2008 is hij uit de gratie geraakt bij Bolton en zon op vertrek. Uiteindelijk ging hij transfervrij naar Fulham FC. In 2010 moest hij ook daar weer vertrekken. Na drie maanden zonder club te hebben gezeten trok hij zich in oktober terug naar Iran, waar hij een contract tekende bij Tractor Sazi Tabriz. Medio 2011 verkaste hij naar Esteghlal Teheran.